# Iturbe
Iturbe è un centro abitato del Paraguay, situato nel Dipartimento di Guairá, a 210 km di distanza dalla capitale del paese, Asunción. Forma  uno dei 17 distretti in cui è diviso il dipartimento.

## Popolazione
Al censimento del 2002 la località contava una popolazione urbana di 4.244 abitanti (9.393 nel distretto).

## Caratteristiche
Chiamata in passato Santa Clara, Iturbe divenne distretto nel 1901, prendendo il nome dall'eroe dell'indipendenza paraguaiana Vicente Ignacio Iturbe. È un centro prevalentemente agricolo: la coltivazione più diffusa è quella della canna da zucchero. Nel distretto è inoltre presente un grande zuccherificio che dà lavoro a centinaia di persone ed i cui prodotti sono esportati anche negli Stati Uniti d'America, in Europa e in Giappone.
In estate sono molto frequentate le spiagge sul fiume Tebicuary.